# Constituyentes (estación)
Constituyentes es una de las estaciones que forman parte del Metro de la Ciudad de México, perteneciente a la Línea 7. Se ubica al poniente de la Ciudad de México, en la alcaldía Miguel Hidalgo.

## Información general
Debe su nombre a estar ubicada cerca de la Avenida Constituyentes. La imagen representa un libro y una pluma aludiendo a las constituciones redactadas y firmadas en los años de 1824, 1857 y 1917 por los congresos constituyentes correspondientes.

### Afluencia
La afluencia en 2014 fue de:
- Total: 3,007,415
- Promedio diario: 8,239
- Máxima: 14,580
- Mínima: 1,290

La siguiente tabla muestra la afluencia de la estación en los últimos 10 años:
| Afluencia Anual de Pasajeros | Afluencia Anual de Pasajeros | Afluencia Anual de Pasajeros | Afluencia Anual de Pasajeros | Afluencia Anual de Pasajeros | Afluencia Anual de Pasajeros |
| ---------------------------- | ---------------------------- | ---------------------------- | ---------------------------- | ---------------------------- | ---------------------------- |
| Año                          | Afluencia                    | A Diario                     | Ranking                      | Incremento                   | Ref.                         |
| 2023                         | 2,568,034                    | 7,035                        | 140°/195                     | +42.87%                      | [ 3 ]                        |
| 2022                         | 1,797,469                    | 4,924                        | 157°/175                     | +55.86%                      | [ 4 ]                        |
| 2021                         | 1,153,246                    | 3,159                        | 183°/195                     | +0.72%                       | [ 5 ]                        |
| 2020                         | 1,145,056                    | 3,128                        | 183°/195                     | -62.37%                      | [ 6 ]                        |
| 2019                         | 3,042,974                    | 8,336                        | 162°/195                     | -5.72%                       | [ 7 ]                        |
| 2018                         | 3,227,704                    | 8,843                        | 159°/195                     | +5.80%                       | [ 8 ]                        |
| 2017                         | 3,050,791                    | 8,358                        | 159°/195                     | -4.03%                       | [ 9 ]                        |
| 2016                         | 3,178,801                    | 8,685                        | 159°/195                     | +2.82%                       | [ 10 ]                       |
| 2015                         | 3,091,622                    | 8,470                        | 149°/195                     | -12.08%                      | [ 11 ]                       |
| 2014                         | 3,516,304                    | 9,633                        | 142°/195                     | -3.82%                       | [ 12 ]                       |

## Conectividad

### Salidas
- Oriente: Avenida Parque Lira entre Avenida Constituyentes y Calle Gob. Ignacio Esteva, Colonia San Miguel Chapultepec 1° Sección.

- Poniente: Avenida Parque Lira casi esquina Avenida Constituyentes Colonia Ampliación Daniel Garza.

## Rutas de transporte público
Al ser una estación de paso con una ubicación estratégica inclusive cerca del periférico tiene conectividad con algunas rutas como las que se muestran a continuación

### Cablebús
Tiene conexión con la Línea 3 del Cablebús en la estación Los Pinos/Constituyentes que se ubica a unos metros de la estación del metro y es una de las terminales de la línea, junto a Vasco de Quiroga que conectará con la estación homónima del tren El Insurgente.

### Red de Transporte de Pasajeros de la Ciudad de México
- Ruta ECOBUS Metro Balderas - C.C. Santa Fe (Por Av. Constituyentes y Av. Chapultepec)

### Corredores Viales y Autobuses Concesionados
- Corredor Periférico (COPESA) Metro Cuatro Caminos - Cuemanco/Canal de Chalco
- Autobuses Troncales Lomas S.A. (ATL) Metro Chapultepec - Bosques de Duraznos
- Autotransportes Monte de las Cruces S.C.L. (Ruta 114) Metro Chapultepec - Contadero por Bosques

### Rutas de Microbuses
- Ruta 4 (Metro Chapultepec - Cuajimalpa/El Yaqui)
- Ruta 24 (Metro Chapultepec - Voca 4, PFP, Panteón de Dolores)
- Ruta 76 (Metro Chapultepec - Acopilco/Atlapulco/La Pila/Navidad/Marquesa Salazar)
- Ruta 98 (Metro Tacubaya - Arboledas/Tecnológico de Monterrey)

### Rutas de Microbuses y Autobuses del Estado de México
- Ruta 27 Miguel Hidalgo (Metro Chapultepec - Valle Dorado/Arboledas/Campanario)
- Ruta 25-01 Transportes Con Enlace al Distrito Federal (Metro Chapultepec - Atizapán Bodegas/Diversos Derroteros hacia la zona)

## Sitios de interés
- Complejo Cultural Los Pinos
- Papalote Museo del Niño
- Casa Luis Barragán
- Panteón Civil de Dolores